# Federal Way
Federal Way ist eine Stadt im King County im US-Bundesstaat Washington. Die Stadt liegt am Puget Sound zwischen Seattle und Tacoma und hat 101.030 Einwohner (Stand: Volkszählung 2020). Die Stadt gilt als Vorort von Seattle, obwohl sie näher an Tacoma liegt. In der Stadt befindet sich der Sitz des Forstwirtschaftskonzerns Weyerhaeuser.

## Geschichte
Die Stadt wurde erstmals 1929 genannt. Der Name leitet sich von der Lage am US-Highway 99 (jetzt Washington State Highway 99) ab. Im Jahr 1931 wurde in Federal Way die Federal Way High School eröffnet, die zum Schulbezirk Federal Way School District gehört.

## Persönlichkeiten

### Söhne und Töchter der Stadt
- Michael McGrady (* 1960), Schauspieler und Künstler
- Ariana Kukors (* 1989), Schwimmerin und Weltrekordlerin
- Jordin Andrade (* 1992), kapverdischer Leichtathlet

### Personen in Verbindung mit Federal Way
- J.R. Celski (* 1990), erfolgreicher Shorttracker (Vizeweltmeister 2009, Staffel-Weltmeister 2009), wuchs in Federal Way auf